# Spichlerz przy ul. Kościuszki 108 w Braniewie
Spichlerz przy ul. Kościuszki 108 – zabytkowy budynek o konstrukcji szachulcowej wzniesiony w XIX wieku, znajduje się w podwórzu przy ul. Kościuszki 108 (przed wojną Bahnhofstraße 44) w Braniewie.
Spichlerz znajduje się w podwórzu posesji, za zabytkowym budynkiem przy ul. Kościuszki 108. Założony na planie zbliżonym do kwadratu, dwutraktowy. Zbudowany jest w konstrukcji szachulcowej, stropy w spichlerzu są konstrukcji drewnianej. Elewacje frontowa i szczytowa budynku są trójosiowe, elewacja tylna – dwuosiowa. Narożne krokwie podtrzymują ozdobnie wycięte drewniane kroksztyny. Więźba dachowa drewniana, konstrukcji kleszczowo-płatwiowej na stolcach. Spichlerz nakryty jest dachem dwuspadowym i dachówką holenderką. Jest zorientowany, tak samo jak budynek Kościuszki 108, kalenicowo do ulicy. W budynku widoczne są ubytki w drewnianej konstrukcji ścian, cegły są częściowo zwietrzałe. Kubatura obiektu wynosi 728 m³.
Przed wojną spichlerz należał do kupca Schulza, a po jego śmierci do wdowy Theresy.
Do 2009 roku właścicielem spichlerza była gminna spółdzielnia „Samopomoc Chłopska”, która, będąc wówczas w likwidacji, czyniła starania, aby przekazać na rzecz miasta będące w jej posiadaniu 4 zabytkowe budynki, w tym tenże spichlerz. Do roku 2025 spichlerz stoi niezagospodarowany i popada w ruinę, został jedynie ogrodzony i oznakowany tabliczkami ostrzegawczymi (na zdjęciu).
12 listopada 1994 budynek został wpisany do rejestru zabytków pod numerem rejestru 402/94. 26 marca 1999 został ponadto ujęty w rejestrze zabytków w ramach zespołu zabudowy mieszkalno-gospodarczej przy ul. Kościuszki pod numerem 1625/99. W skład tego zespołu wpisane do rejestru zabytków zostały następujące obiekty:
- dom, ul. Kościuszki 108
- dom, ul. Kościuszki 110
- brama wjazdowa na posesję
- spichrz, ul. Kościuszki 108, szach., nr rej.: 402/94 z 12.11.1994 (niniejsze hasło)
- budynek gospodarczy, ob. magazyn, ul. Kościuszki 110, nr rej.: 403/94 z 21.11.1994